# Adriana Ferreira
Adriana Ferreira é uma flautista portuguesa.
Actualmente, é primeira flauta solo da Orquestra da Academia Nacional de Santa Cecilia de Roma. Anteriormente, foi solista na Orquestra Nacional de França em Paris e flautista principal da Orquestra Filarmónica de Roterdão, na Holanda.
É premiada de vários concursos internacionais de flauta transversal, entre eles o Carl Nielsen International Competition na Dinamarca e o Concurso Internacional de Genève na Suíça.